# France 3 Cinéma
France 3 Cinéma är en film- och TV-producent ägd av France Télévisions som även äger France 2 Cinéma. Filmbolagen associeras till TV-kanalen France 3.
Filmer som företaget deltagit i är:
- 2046
- Amelie från Montmartre
- Intima främlingar
- Sommar vid Loire